# Karl-Andreka-Preis
| Jahr | Nation      | Punkte |
| ---- | ----------- | ------ |
| 1931 | Ungarn      | 42     |
| 1931 | Deutschland | 4,5    |
| 1931 | Österreich  | 2      |
| 1931 | ČSR         | 1,5    |
| 1932 | Ungarn      | 41,5   |
| 1932 | ČSR         | 5      |
| 1932 | Deutschland | 1,5    |
| 1932 | Österreich  | 1      |
| 1932 | England     | 1      |
| 1933 | Ungarn      | 40     |

Der Karl-Andreka-Preis (ungarisch Andréka Károly-vándordíj) war ein Wanderpokal im Tischtennis, der in den 1930er Jahren an eine Nation vergeben wurde, die bei einer Weltmeisterschaft gemäß einer festgelegten Nationenwertung am erfolgreichsten war.
In dieser Nationenwertung wurden Punkte für Erfolge in den Individualwettbewerben (Einzel, Doppel, Mixed) vergeben. Dabei erhielt eine Nation fünf Punkte für eine Goldmedaille eines ihrer Mitglieder. Für Silber gab es drei Punkte, für den dritten oder vierten Platz ein Punkt. Waren an einem Medaillengewinn eine Doppel- oder Mixedpaarung aus verschiedenen Nationen, dann erhielt jede Nation einen halben Punkt. Sieger war, wer die höchste Punktsumme aufwies. Wenn eine Nation den Pokal drei Mal in Folge gewann, durfte sie ihn behalten. Gestiftet wurde der Preis 1932 von Béla Popper, dem damaligen Präsidenten des ungarischen Tischtennis-Verbandes.
Ungarn war bei den Weltmeisterschaften 1931, 1932 und 1933 dreimal hintereinander Preisträger und behielt daher den Pokal. Gemäß den angegebenen Quellen erzielten die Nationen nebenstehende Resultate. Der Pokal wurde nach 1933 nicht mehr ausgespielt.
Der Namensgeber des Wanderpokals Károly Andréka (1874–1937) trat im Alter von 20 Jahren in den Budapester Polizeidienst ein, wurde Leiter der kriminalpolizeilichen Abteilung und 1924 zum stellvertretenden Polizeipräsidenten ernannt. Er engagierte sich im Bereich Polizeisport und war Präsident des Sportvereins TVE (Torna és Vivó Egylet) im III. Budapester Bezirk.